# Jämtland
Jämtland è una provincia storica (landskap) della Svezia centro-occidentale, e anticamente della Norvegia. Confina con le province di Härjedalen, Medelpad, Ångermanland e Lappland e, ad ovest, con lo Stato della Norvegia.

## Geografia storica
La città di Östersund è il capoluogo della contea di Jämtland. Östersund ha ottenuto lo status di città nel 1786 e, storicamente, amministrava parte del territorio della provincia che per la parte restante era suddiviso in tredici distretti di corte (tingslag).
Le tingslag erano: Berg, Brunflo, Hackås, Hallen, Hammerdal, Lits, Offerdal, Oviken, Ragunda, Revsund, Rödön, Sunne e Undersåker.
Altri insediamenti urbani della provincia - privi di status cittadino - sono i comuni di: Krokom, Järpen, Åre, Hammarstrand, Svenstavik, Bräcke e Strömsund.